# Grumolo delle Abbadesse
Grumolo delle Abbadesse este o comună din provincia Vicenza, regiunea Veneto, Italia, cu o populație de 3.830 locuitori (1 ianuarie 2023) și o suprafață de 15,01 km².

## Demografie
Grumolo delle Abbadesse - evoluția demografică

|  | Graficele sunt indisponibile din cauza unor probleme tehnice. Mai multe informații se găsesc la Phabricator și la wiki-ul MediaWiki. |

Date: Recensăminte sau birourile de statistică - grafică realizată de Wikipedia